# Марґеріт Гіґґінс
Марґері́т Гі́ґґінс Голл (англ. Marguerite Higgins Hall; 3 вересня 1920, Гонконг, Велика Британія — 3 січня 1966, Вашингтон, США) — американська новинарка й військова кореспондентка, перша жінка-лавреатка Пулітцерівської премії за міжнародний репортаж (1951). Гіґґінс висвітлювала Другу світову, Корейську і В'єтнамську війни. Працювала для газет «Нью-Йорк Геральд-Трібун» (1942–1963) і «Ньюздей» (1963–1965).